# Saussurella javanica
Saussurella javanica är en insektsart som beskrevs av Bolívar, I. 1898. Saussurella javanica ingår i släktet Saussurella och familjen torngräshoppor. Inga underarter finns listade i Catalogue of Life.